# Corrado Curcio
Corrado Curcio (Noto, 15 maggio 1903 – Noto, 2 luglio 1981) è stato un letterato e filosofo italiano.
Ordinario di Storia e Filosofia nei Licei Classici, fu Preside del Liceo Classico di Noto dove è ricordato per le sue innovazioni didattiche (laboratori di teatro, attività extrascolastiche) che resero l'istituto un luogo di avanguardia nella vita culturale locale. Fu Lettore presso numerosi istituti di Cultura Italiana all'estero. Ricoprì la carica di Ispettore Centrale al Ministero della pubblica istruzione e successivamente anche quella di Direttore Generale per l'Ordine Ginnasiale.
Curcio fu amico fraterno del filosofo e grecista Carlo Diano
Curcio è ricordato anche per la sua produzione filosofica e per la sua vasta biblioteca, donata in seguito alla sua scomparsa all'Università di Messina.